# Église Saint-Antoine de Meerbeek
Pour les articles homonymes, voir Église Saint-Antoine.
L'église Saint-Antoine est une église gothique située à Meerbeek, section de la commune belge de Cortenbergh, dans la province du Brabant flamand.

## Localisation
L'église se situe à Meerbeek, un village de la commune de Cortenbergh en Brabant flamand, à ne pas confondre avec Meerbeke, un village de Ninove en Flandre orientale.
Meerbeek se situe le long de l'ancienne Oude Baan, qui reliait Bruxelles à Louvain en passant par Everberg et Meerbeek et était le reliquat d'une ancienne chaussée romaine.

## Historique
La tour gothique en pierre de grès blanc de l'église Saint-Antoine de Meerbeek date de la seconde moitié du XIIIe siècle,.
La nef et le transept datent de la même époque que la tour gothique, mais ils sont couverts d'une toiture de style gothique tardif, datée du XVIe siècle.
Le chevet aveugle de l'église est daté du XIIIe ou  XIVe siècle mais a été reconstruit en partie en grès ferrugineux. La voûte en berceau brisé qui couvre la travée de chœur date de la fin du XVe siècle.
Dans le chœur, l'année 1731 indique probablement une restauration.

## Statut patrimonial
L'église ne fait pas l'objet d'un classement au titre des monuments historiques mais elle figure à l'inventaire du patrimoine immobilier de la Région flamande  (Inventaris Onroerend Erfgoed) sous la référence 43369.

## Architecture

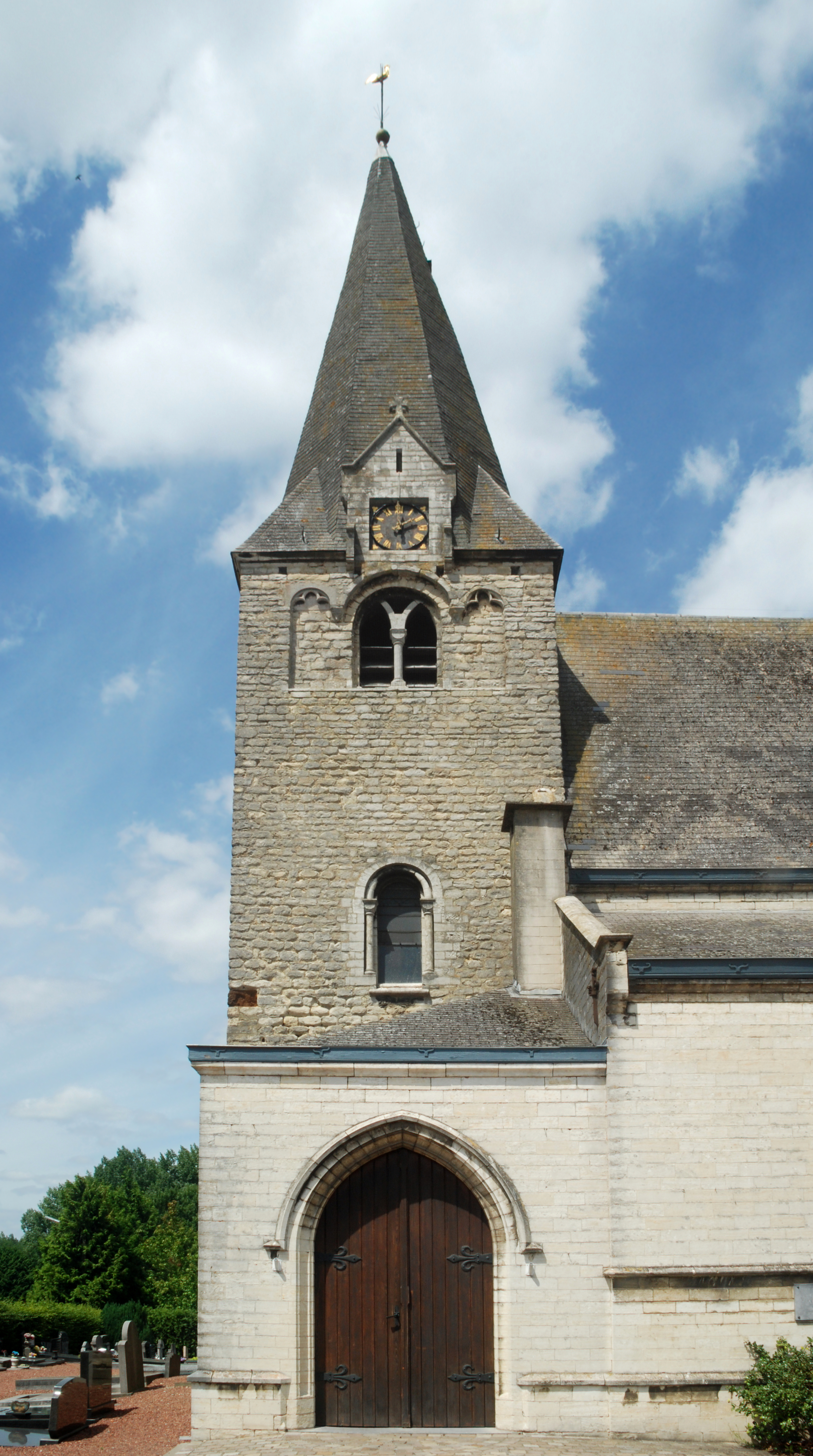
La tour vue du sud.
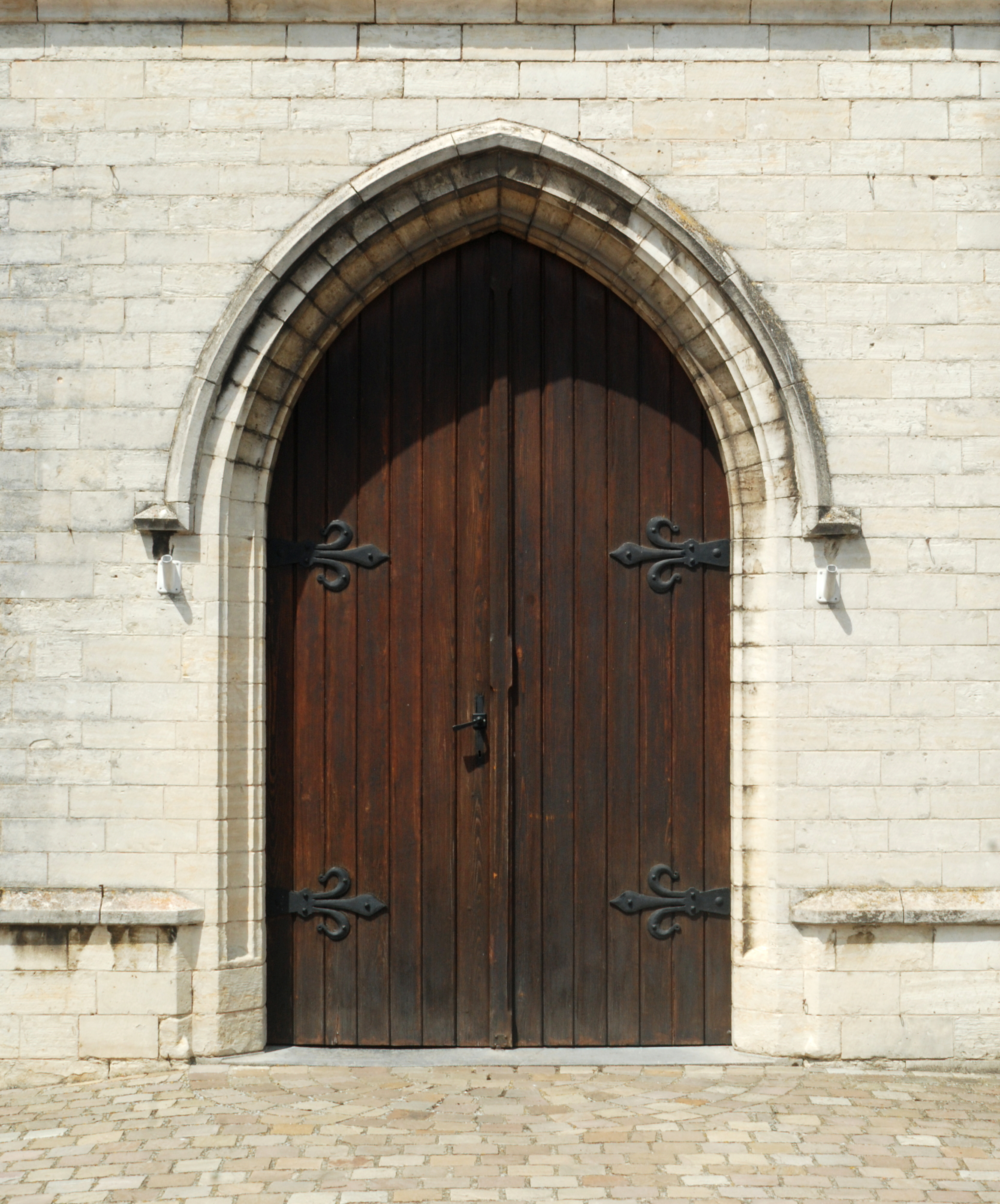
Le portail à la base de la tour.
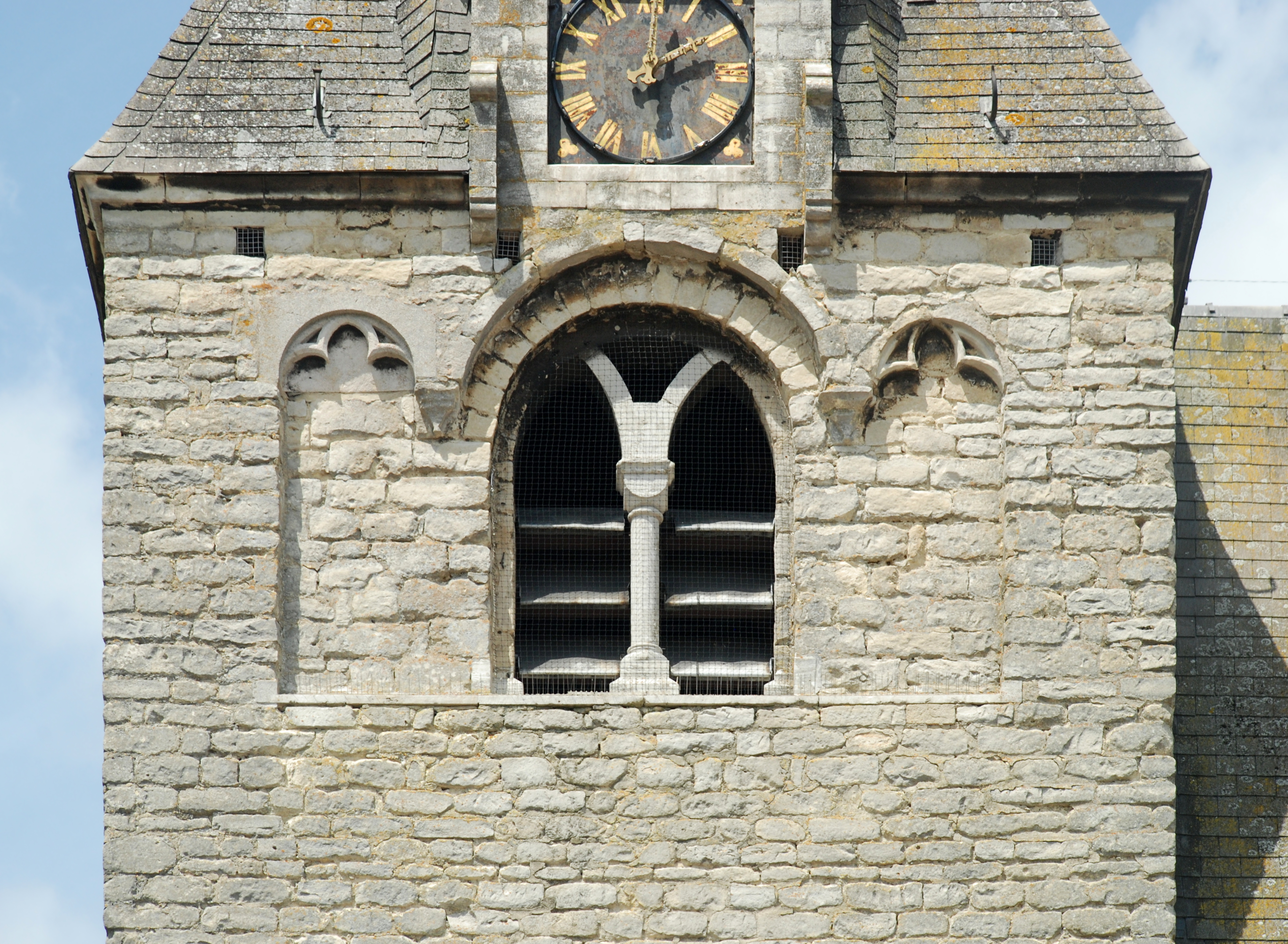
Le triplet qui orne la tour.
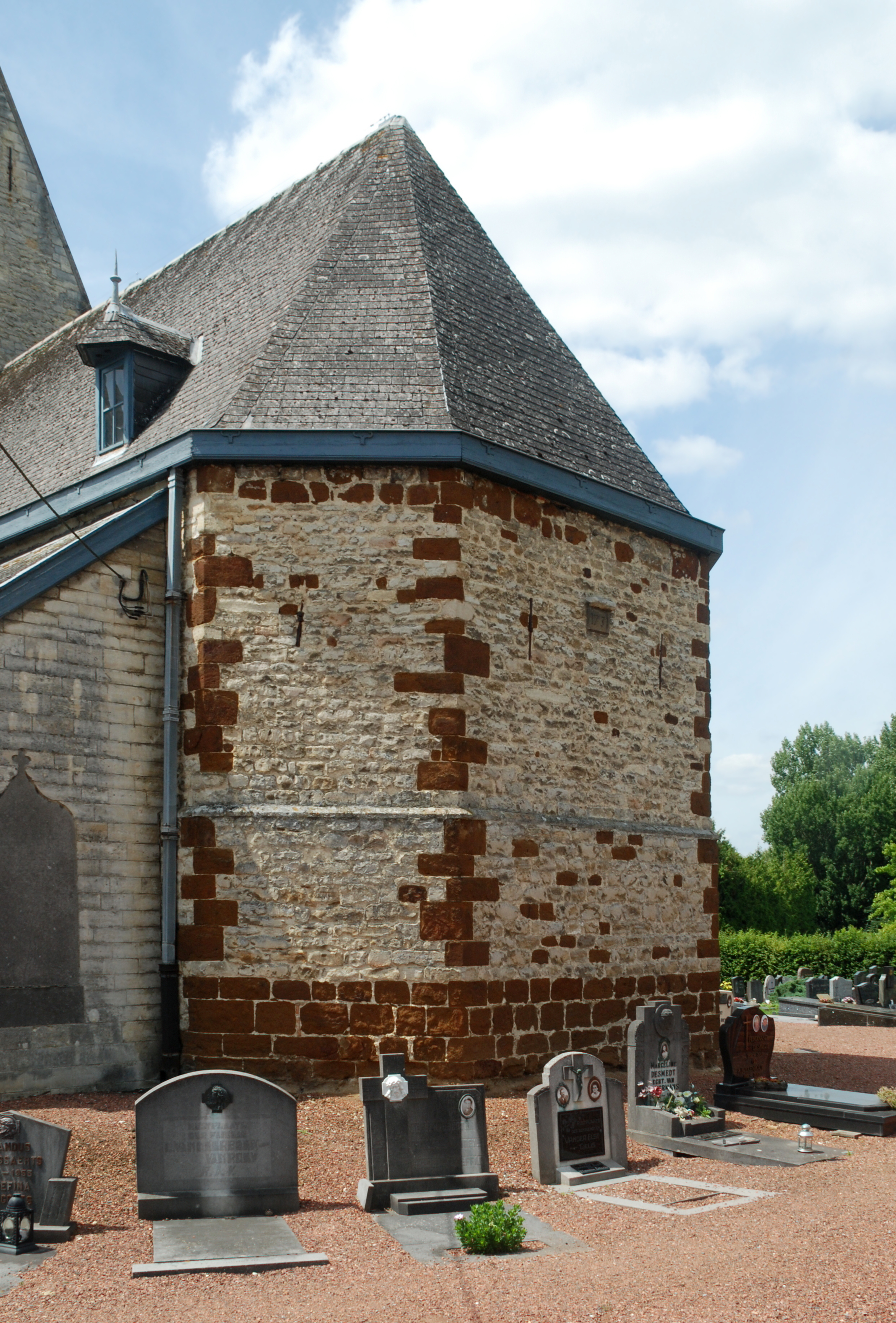
Le chevet.
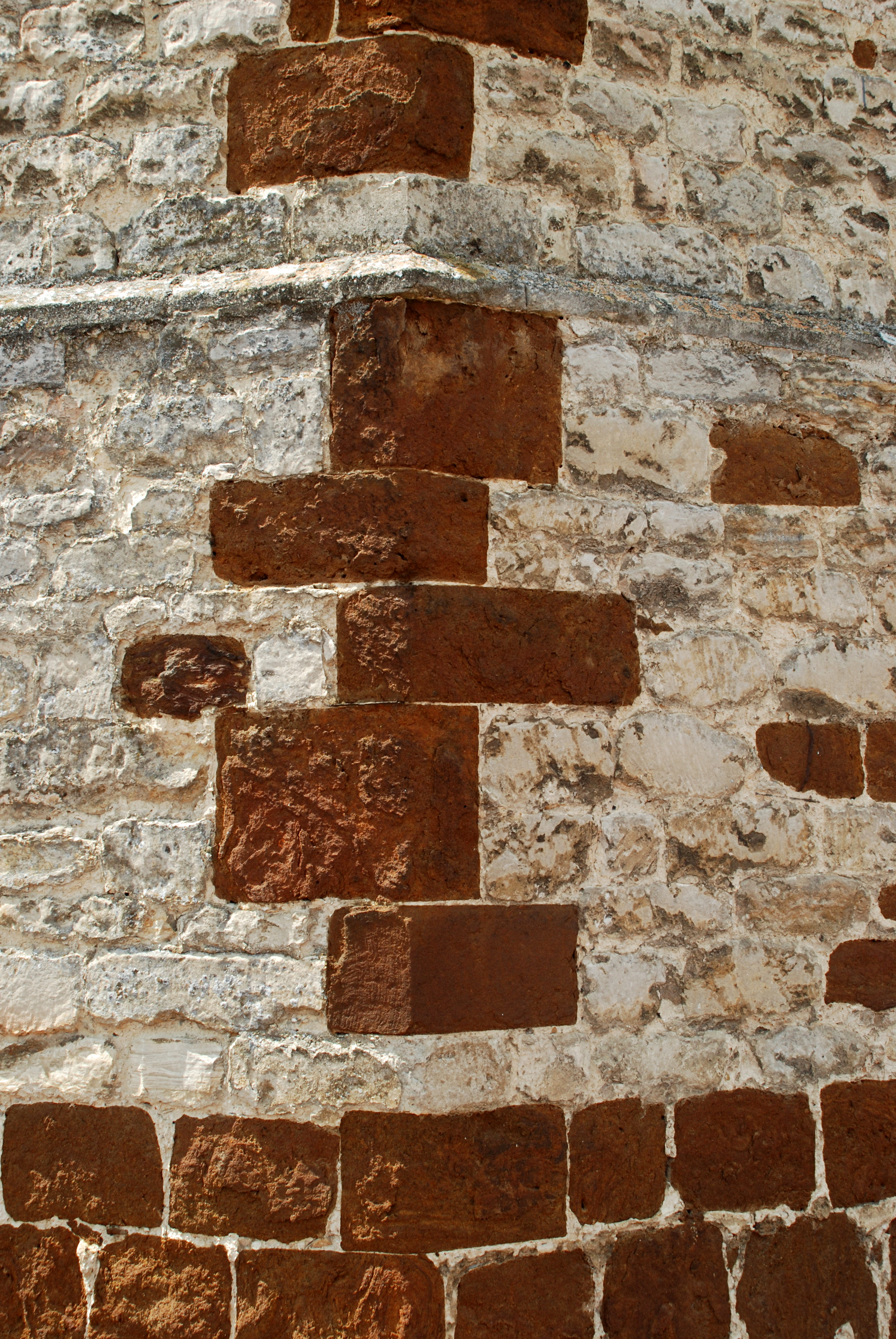
Chaînages d'angle en grès ferrugineux du chevet.